# Walenty Stanczukowski
Walenty Stanczukowski (ur. 14 lutego 1807 w Strzale, zm. 18 października 1874 w Kaliszu), polski lekarz, chirurg, działacz społeczny, księgarz, uczestnik powstania listopadowego (1830–1831), odznaczony Krzyżem Złotym Orderu Virtuti Militari (1831).
W 1834 Stanczukowski osiadł w Kaliszu, w którym pracował do końca życia, ubogich pacjentów lecząc bezpłatnie. Od 1841 był lekarzem w tamtejszym Szpitalu Św. Trójcy, a w latach 1840–1843 był także lekarzem więziennym. W latach 1844–1846 odbył podróż naukową po krajach zachodniej Europy, zapoznając się z działalnością szpitali w Londynie, Berlinie, Wiedniu i Paryżu. W 1859 poślubił Emilię Filleborn (1814–1892); małżonkowie byli bezdzietni.
Został pochowany na Cmentarzu Miejskim w Kaliszu, jego grób zachował się do czasów współczesnych.
Imię W. Stanczukowskiego nosi jedna z ulic Kalisza.